# Lakos János (levéltáros)
Lakos János (Balatonrendes, 1947. november 20. – Balatonrendes, 2017. július 26.) levéltáros, lapszerkesztő, a Magyar Országos Levéltár főigazgatója, levéltári vezető szakfelügyelő.

## Életpályája
1947. november 20-án, akkor Zala, ma Veszprém megyéhez tartozó Balatonrendesen született. Szülei - Lakos János és Csipszer Erzsébet - első gyermeke. Középiskolai évei alatt gépipari technikumot végzett, és ezt követően 1966-tól egy évig az Aszfaltútépítő Vállalatnál dolgozott technikusként. 1967–1972 között a  Debreceni Egyetem, akkori nevén Kossuth Lajos Tudományegyetem (KLTE) történelem-földrajz szakán folytatta tanulmányait, majd 1976–1979 között az Eötvös Loránd Tudományegyetem (ELTE) levéltár kiegészítő szakos képzését végezte el. Tanulmányai befejezése után 1972-től a Magyar Országos Levéltárban dolgozott segédlevéltárosként. 1976-tól a Pest Megyei Levéltár levéltárosa, csoportvezető, a Váci Fióklevéltár osztályvezetője, 1982-től a levéltár  igazgató-helyettese. 1977-ben történelemből a KLTE-n doktorált. 1983–1992 között a Művelődési, majd Művelődési és Közoktatási Minisztérium Levéltári Osztálya főmunkatársa, 1987-től osztályvezető-helyettes. A Magyar Országos Levéltár főigazgatói állását pályázattal nyerte el 1992-ben, amelyet 1997 júliusáig töltött be. PhD tudományos fokozatot szerzett 1997-ben. Megbízása lejártát követően c. főigazgatói címet kapott. A Levéltári Szemle főszerkesztő-helyettese 1987-től, főszerkesztője 1993-ban, majd a Levéltári Közlemények főszerkesztője 1994–1997 között. 1983-tól 1987-ig a Levéltári Tanács titkára. 1997-ben a Magyar Tudományos Akadémia Történelemtudományi Bizottságának tagja volt. 1994-ben a Magyar Demokrata Fórum (MDF), 1998-ban a Magyar Demokrata Néppárt (MDNP) országgyűlési képviselő-jelöltjeként indult Pest megye 02. számú egyéni választókerületében.1998-tól 2012 december közepéig levéltári vezető szakfelügyelőként dolgozott. 2013 nyarától aktív levéltári munkáját befejezte, felkérésre tartott előadásokat, írt tanulmányokat. 2017. július 26-án balatonrendesi otthonában a kora délutáni órákban agyembóliában halt meg.

## Munkássága
Kezdő levéltárosként a két világháború közötti mezőgazdaság történetével foglalkozott. Doktori disszertációja címe: A Dunántúl mezőgazdasági termelésének problémái a két világháború között (1920-1938). Aktívan részt vett az 1995. évi levéltári törvény kidolgozásában, elfogadtatásában. Pályája során mindig elsősorban levéltárosnak, és nem történésznek tartotta magát. Több jelentős közigazgatás- és hivataltörténeti munkát írt. Főigazgatói működése alatt, irányításával vonták össze az Új Magyar Központi Levéltárat és a Magyar Országos Levéltárat, adták át az óbudai új levéltári épületet, amely tömör állványozás esetén 46 ezer iratfolyóméter tárolására alkalmas raktárrendszerrel épült meg Tolnay Lajos Ybl díjas építész tervei alapján. Munkái közül kiemelkedik az 1999-ben megjelent  Szapáry- és a Wekerle-kormány minisztertanácsi jegyzőkönyvei és a 2006-ban megjelent Magyar Országos Levéltár története c. műve, amely a magyarországi levéltárak történetének megismeréséhez fontos információkat tartalmaz.

## Családja
Két házasságából egy lánya († 2000) és három fia született. Felesége Juhász Ágnes levéltáros.

## Művei
- A Magyar Országos Levéltár térképeinek katalógusa 1. Helytartótanácsi térképek I-III. (1976-1979)
- A Magyar Országos Levéltár térképeinek katalógusa 2. Kamarai térképek I-III. (1978-1988)
- A földművelésügyi miniszter külföldi gazdasági szaktudósítói hálózata (1900-1920) Levéltári Szemle (1980)
- A “generális” bukása (Adalékok Tisza Kálmán lemondásának okaihoz.) Levéltári Közlemények (1987)
- Hogyan írjam meg falum történetét  2. átdolgozott kiadás (1989)
- Die kirchlichen Archive im ungarischen Archivwesen. in: Referate des 5. Internationalen Kirchenarchivtags Budapest 1987. Neustadt an der Aisch, 1989.
- Das ungarische Archivwese an der Schwelle von Veränderungen. In: Scrinium, Heft 44/45.  Wien, 1991.
- A Magyar Szocialista Munkáspárt Központi Bizottságának 1989. évi jegyzőkönyvei I-II. (1993)
- Klebelsberg és a magyar levéltárak. in: Gróf Klebelsberg Kuno emlékezete (1994)
- A Magyar Országos Levéltár (1996)
- Ismeretlen dokumentumok az Országos Levéltár 1956. novemberi égéséről. Levéltári Közlemények (1996)
- Die Zerstörung des Archivmaterials des ungarischen königlichen Justizministeriums während der Revolution von 1956. (In: Memory of the World at Risk. Archives Destroyed. Archives Reconstituded.) Archivum, Vol. XLII. K. G. Saur, München-New Prowidence-London-Paris, 1996.
- Városi levéltárak a magyar levéltári rendszerben. Rövid történeti áttekintés. in: Győri Tanulmányok (1997)
- La Shoah dans les archives publiques Hongroises.in: Les archives de la Soah. Paris,1998.
- Das Badener Abkommen und die österreichisch-ungarischen Archivbeziehungen in der Zwischenkriegszeit. in: Mitteilungen des Österreichischen Staatsarchivs 1998.
- A közigazgatási reform ügye a Szapáry-kormány minisztertanácsa előtt 1890-1892. Levéltári Szemle (1998)
- A Szapáry- és a Wekerle-kormány minisztertanácsi jegyzőkönyvei I-II. (1999)
- A levéltárak új világa. Megjegyzések “A levéltárak helye az információs társadalomban….” c. tanulmányhoz. Levéltári Szemle (2001)
- A Magyar Országos Levéltár feladatkörének és szervezeti helyének változásai 1875-1995. Levéltári Közlemények (2002)
- A magyar levéltárügy alapkérdései 1953 és 1955 között. Miért és hogyan került a levéltárügy a Minisztertanács felügyelete alá? Szabolcs-Szatmár-Beregi levéltári évkönyv (2003)
- A megyék, a városok és a községek levéltár-alapítási joga Magyarországon a második világháború után. in: Laudatio et Salutatio, Tanulmányok Farkas Gábor születésnapjára. (2004)
- Az Országos Levéltár károsodása a forradalom leverése idején. Műemlékvédelem (2006)
- A Magyar Országos Levéltár története (2006)
- A Magyar Országos Levéltár és a rendszerváltozás. in: Távolodás és közelítések. Rendszerváltás és Kádár-korszak. ( 2008)
- A magyar levéltárak kialakulása és fejlődése az 1940-es évek végéig. A levéltárügy alakulása 1950-től 1995-ig. in: Levéltári kézikönyv (2009)
- Fára József tevékenysége a Levéltárak Országos Központjában (1951-1953) és utolsó évei. in: Fára József főlevéltárnok emlékezete (2013)

## Díjai
- Széchényi Ferenc-díj (2000)
- Ember Győző-díj (2008)
- Pauler Gyula-díj (2011)
- Kormos László-díj (2013)